# Cristo si è fermato a Eboli (film)
Cristo si è fermato a Eboli is een Italiaanse dramafilm uit 1979 onder regie van Francesco Rosi. De film is gebaseerd op de gelijknamige roman uit 1945 van de Italiaanse auteur Carlo Levi.

## Verhaal
Carlo Levi is een antifascistische arts die in 1935 naar een afgelegen dorpje in Basilicata wordt verbannen. Alles wordt hem daar verboden. Hij mag er zijn beroep zelfs niet meer uitoefenen. Het fascistische regime gelooft dat niemand zijn ideeën daar ernstig zal nemen. Niettemin oefent hij toch een belangrijke invloed uit op de dorpelingen.

## Rolverdeling
| Acteur                  | Personage            |
| ----------------------- | -------------------- |
| Gian Maria Volonté      | Carlo Levi           |
| Lea Massari             | Luisa Levi           |
| Alain Cuny              | Baron Rotundo        |
| Irene Papas             | Giulia               |
| Paolo Bonacelli         | Don Luigino Magalone |
| François Simon          | Don Traiella         |
| Francesco Càllari       | Dr. Gibilisco        |
| Antonio Allocca         | Don Cosimino         |
| Giuseppe Persia         | Belastingcontroleur  |
| Tommaso Polgar          | Sanaporcelle         |
| Vincenzo Vitale         | Dr. Milillo          |
| Luigi Infantino         | Chauffeur            |
| Niccolò Accursio Di Leo | Timmerman            |
| Frank Raviele           | Brigadier            |
| Maria Antonia Capotorto | Caterina             |
| Lidia Bavusi            | Weduwe               |